# Bioggio
Bioggio är en ort och kommun  i distriktet Lugano i kantonen Ticino, Schweiz. Kommunen har 2 791 invånare (2023).
Kommunen består av byarna Bioggio, Bosco Luganese, Cimo och Iseo. De tre sistnämnda var tidigare självständiga kommuner, men den 4 april 2004 slogs Bioggio, Bosco Luganese och Cimo ihop under namnet Bioggio. Den 20 april 2008 tillkom Iseo.